# Rácz József (pszichiáter)
Rácz József (Budapest, 1957. április 28. –) magyar orvos, pszichiáter szakorvos, pszichoterapeuta szakorvos, a Semmelweis Egyetem tanszékvezető és az Eötvös Loránd Tudományegyetem egyetemi tanára, a Magyar Tudományos Akadémia doktora.

## Életpályája
Rácz József 1975-ben érettségizett a budapesti Madách Imre Gimnáziumban. 1975–1981 között a Semmelweis Orvostudományi Egyetem (SOTE) Általános Orvostudományi Kar hallgatója.
Egyetemistaként részt vett az Országos Tudományos Diákköri Konferencián (OTDK), témavezetői Czobor Pál és Vitrati József voltak. Az OTDK témája az ún. „csöves jelenség” kvalitatív eszközökkel vizsgált kutatása
1981-ben általános orvosként végzett summa cum laude minősítéssel.
Az egyetem elvégzése után két évig az Országos Idegsebészeti Tudományos Intézet Elektroenkefalográfiai (EEG) laboratóriumában dolgozott, és szerzett EEG orvos képesítést.
1983-ban kerül az MTA Pszichológiai Kutatóintézetbe, először annak Pszichofiziológiai Osztályára, 1986-tól a Szociálpszichológiai Osztályra, ahonnan 2011-ben tudományos tanácsadóként távozott.
Az MTA Pszichológiai Intézetben folytatott munkája mellett végezte el a szakorvosi vizsgákhoz szükséges szakmai gyakorlatokat 1985-től 1987-ig az Országos Orvosi Rehabilitációs Intézet Tündérhegyi Pszichoszomatikus és Pszichoterápiás Rehabilitációs Osztályán, 1987 és 1989 között az Országos Pszichiátriai és Neurológiai Intézetben (OPNI). 1989-ben pszichiátria szakorvosi vizsgát tett. Részt vett az 1988-ban induló, Erdélyi Ildikó vezette drogambulancia munkájában, majd az OPNI Pszichoterápiás Ambulanciája munkájában pszichiáterként, illetve pszichoterapeutaként vett részt 1992-ig. Közben „szabadinterakciós” önismereti csoportba járt, csoportanalitikus-csoportpszichoterápiás képzést folytatott, és sajátélményű pszichoanalízisben a kandidátusi fokozatig jutott.
1994-ben lett a klinikai orvostudományok kandidátusa. Ugyanebben az évben pszichoterapeuta szakorvosi vizsgát tett.
Kognitív és viselkedéses pszichoterapeuta tanfolyamot is végzett a SOTE Pszichiátriai és Pszichoterápiás Klinikáján. 1996 és 2006 között külsősként oktatott az ELTE Szociológiai Intézet deviancia szakirányán, kezdetben a devianciák szociológiai elméleteiről, később pedig a kvalitatív módszertanról droghasználók megismerése kapcsán.
1996-ban részt vett az akkori Egészségügyi Főiskola (ma Semmelweis Egyetem Egészségtudományi Kar) keretében létrejött Addiktológiai Tanszék megalapításában, és azóta annak tanszékvezetője. Az addiktológiai konzultáns képzés egyik elindítója és annak vezetője.
1996-tól az általa is létrehozott Kék Pont Drogkonzultációs Központ és Drogambulancia Alapítvány igazgatója. 1996-ban azért alapították meg a Kék Pontot, mert úgy ítélték meg, hogy Magyarországon hiányoznak az olyan intézmények, ahol komplex módon, egy intézmény keretében nyújtanak egészségügyi, szociális és jogi szolgáltatásokat a pszichoaktív szerhasználó klienseknek. Szerintük a szerhasználókat nem lehet pusztán orvosi esetként kezelni. Nem „gondozni” kell, hanem támogatni őket a jobb életminőségük elérésében. A segítő kapcsolat legelső célja a szerhasználat ártalmainak csökkentése.
2000-ben habilitált a Pécsi Tudományegyetemen. 2009-ben védte meg MTA doktori értekezését. 2009-ben nevezték ki egyetemi tanárnak a Semmelweis Egyetemen, majd 2011-ben az ELTE Pedagógiai és Pszichológiai Karán.
2011-től az ELTE Pedagógiai és Pszichológiai Kar (PPK) Pszichológiai Intézet Pszichológiai Tanácsadás Tanszék tanszékvezetője volt, illetve egyetemi tanára, a Kvalitatív Pszichológia Kutatócsoport vezetője.
Oktat a Semmelweis Egyetem, valamint a Pécsi Tudományegyetem és az ELTE Doktori Iskoláiban. 10 doktorandusz témavezetője, közülük öt hallgató szerezte meg a PhD fokozatot.
Óraadó volt a Károli Gáspár Református Egyetem Pszichológiai Intézetében, a Veszprémi Érseki Hittudományi Főiskola szociális munkás szakán, a szegedi József Attila Tudományegyetemen (JATE), a szegedi Szent-Györgyi Albert Orvostudományi Egyetem Egészségügyi Főiskoláján, 2000-től a Szegedi Tudományegyetemen (SZTE), a Bárczi Gusztáv Gyógypedagógiai Tanárképző Főiskolán (ma ELTE Bárczi Gusztáv Gyógypedagógia Kar), illetve az Orvostovábbképző Intézetnél.

## Munkássága
Drogpolitikai szakértőként részt vett a Nemzeti Drogstratégiák kidolgozásában (2000, 2010, 2011) és több hazai: Nemzeti, illetve Kábítószerügyi Koordinációs Bizottság (1999–2009), Nemzeti Drog Fókuszpont (2005–2009), a Parlament Kábítószerügyi Eseti Bizottságának (2007–2009) szakértője, a III., VIII. és a IX. kerületi Kábítószerügyi Egyeztető Fórumok jelenlegi, illetve korábbi tagja és elnöke, valamint nemzetközi: Európai Tanács Pompidou Csoport, Terápiás Platform magyar szakértője (2007–2010), a Drogok és Drogfüggőség Európai Megfigyelő Központ (EuropeanMonitoring Centre onDrugs and Drug Addiction) Tudományos Tanácsának tagja (2006–2007) szervezet munkájában.
Pszichiáterként, illetve addiktológiai szakértőként a Pszichiátriai Szakmai Kollégium tagja volt (2007–2009), majd a helyébe lépő Egészségügyi Szakmai Kollégium, Addiktológiai Tanács tagja 2011-től, amelynek elnöke 2011 és 2016 között, továbbá a Magyar Addiktológiai Társaság elnökségi tagja 1995-től és az elnöke 2010–11-ben.
Kutatási témái között az 1980–1990-es években az droghasználat, a devianciák és az ifjúsági szubkultúrák szerepeltek. A 2000-es évektől elsősorban injekciós droghasználókkal folytatott narratív módszerekkel és a megalapozott elmélet (Grounded Theory) segítségével interjúfeldolgozást, az Atlas.ti szövegfeldolgozó program használatával. A 2010-es évektől kvalitatív pszichológiai módszerekkel kutat, és ezeket oktatja, többek között: Interpretatív Fenomenológiai Analízis (IPA), kvalitatív narratív módszerek, tartalomelemzés és tematikus analízis.
Tudományos közleményei nemzetközi folyóiratokban jelennek meg angol nyelven, addiktológiai tanulmányait itthon publikálja cikkekben és könyvkötetekben. Multidiszciplináris érdeklődési köre számos könyv- és folyóirat-szerkesztést, szaklektorálást tett szükségessé. Publikációi elérhetők és ingyenesen letölthetők.

## Hazai és nemzetközi együttműködések, kutatási pályázatok
Kutatási pályázatai során főként marginális csoportok droghasználatával kapcsolatban végzett kutatásokat. Ezzel kapcsolatban vizsgálta a szegregált településen élők új pszichoaktív szer használatát (Magyar Addiktológiai Társaság, Emberi Erőforrások Minisztériuma), ifjúsági szubkultúrákat és városi injekciós droghasználókat az OTKA és kábítószerügyi kutatások (KAB), a Drogabúzus Nemzeti Intézete (National Institute on Drug Abuse), valamint az International VisegradFund keretében, továbbá a roma szerhasználókat (FundaciónSecretariadoGitano), a családi alkoholhasználat és a családi erőszak összefüggéseit (Alc-Viol, DAPHNE, Európai Uniós Network, CHAPAPS: Childrenaffectedbyparentalalcoholproblems, EU ENCARE). Több ártalomcsökkentő kutatásban vett részt: Correlation Network, EurasianHarmReduction Network, EMCDDA, HealthyNightlife, Club Health – Healthy and SaferNightlife of Youth. Kutatásait elsősorban városi etnográfia, majd kvalitatív szociológiai és pszichológiai módszerekkel végezte.

## Szerkesztőbizottsági tagságai
- 2018– Journal of PsychedelicStudies (Akadémiai Kiadó)
- 2011– Journal of BehavioralAddiction (Akadémiai Kiadó)
- 2011– Mentálhigiéne és Pszichoszomatika (Akadémiai Kiadó)
- 2010–2016 SubstanceAbuse and Rehabilitation (Dovepress)
- 2008–2016 International Journal of Mental Health and Addiction (Springer)
- 2001–2012 Addiktológia (Addictologia Hungarica), főszerkesztő

## Szervezeti tagságok
- 2019 – Egészségügyi Szakmai Kollégium, Addiktológiai Tanács, tag
- 2013–2018 Bolyai Ösztöndíj Bizottság, értékelő, OTKA/NKFI pályázatok, bíráló
- 2013 – OPAI-Nyírő Gyula Kórház, felügyelőbizottság, tag
- 2012 – MTA Pszichológiai Bizottság, tag
- 2010 – European Federation of AddictionSocieties, elnökségi tag (2010-2014), tag
- 2005 – Magyar Szociológiai Társaság (Kvalitatív szekció), tag
- 2005 – Amerikai Pszichiátriai Társaság, tag
- 2005 – Ferencvárosi Kábítószerügyi Egyeztető Fórum, elnök (2005-2010), tag
- 1997 – Kék Pont Drogkonzultációs Központ és Drogambulancia Alapítvány, kuratóriumi elnök
- 1995 – Magyar Addiktológiai Társaság, elnökségi tag (2010–2011: elnök)
- 1985 – Magyar Pszichológiai Társaság, tag
- 1983 – Magyar Pszichiátriai Társaság, tag
- 2011–2016 Egészségügyi Szakmai Kollégium, Addiktológiai Tanács, elnök
- 2011–2014 Józsefvárosi Kábítószerügyi Egyeztető Fórum, elnök
- 2010–2014 InternationalScientificAdvisoryCommitteefor Global Addiction, tag
- 2007–2009 Pszichiátriai Szakmai Kollégium, tag
- 2007–2010 Európai Tanács, Pompidou Csoport, a Terápiás Platform magyar szakértője
- 2007–2009 A Parlament Kábítószerügyi Eseti Bizottságának állandó szakértője
- 2006–2007A Drogok és Drogfüggőség Európai Megfigyelő Központjánál (European Monitoring Centre onDrugs and Drug Addiction), a *Tudományos Tanács tagja
- 2006–2007 A Kábítószerügyi Koordinációs Bizottság Nemzetközi Szakbizottsága tagja
- 2005–2009 Nemzeti Drog Fókuszpont, tanácsadó
- 2004–2012 International Society of Addiction Journal Editors, tag
- 2003 – Magyarországi Ártalomcsökkentők Országos Szakmai Egyesület, elnökségi tag
- 2001–2004 Kábítószerügyi Koordinációs Bizottság szakbizottságai, tag
- 1999–2009 Nemzeti Drogkoordináció, tanácsadó
- 1998–2006  Soteria Alapítvány, a kuratórium tagja
- 1989–1998 Tini-Lánc Alapítvány, kuratóriumi tag
- 1989–1998 Fogódzó Alapítvány, kuratóriumi tag

## Díjak, elismerések
- 1989 Akadémiai Ifjúsági Díj (MTA)
- 1995, 2011 Hollós István Díj (Magyar Pszichiátriai Társaság)
- 2001 Kabay Díj (ISM)
- 2008 Egyetemi magántanár (ELTE TÁTK)
- 2013 Ferencz György Emlékérem (a Kék Pont Alapítványnak) (Ferencz György Egyesület)
- 2016 SapereAude Díj (ELTE PPK)
- 2019 A Magyar Érdemrend tisztikeresztje

## Művei

### Könyvei
- Rácz J (1988): A drogfogyasztó magatartás. Medicina Kiadó, Budapest, 160 o.
- Rácz J (1989): Ifjúsági szubkultúrák és fiatalkori „devianciák”. ‘Animula Könyvek’, Magyar Pszichiátriai Társaság, Budapest, 143 o.
- Rácz J (1999, 2001, 2004, 2008): Addiktológia. Tünettan és intervenciók. HIETE Egészségügyi Főiskolai Kar, Budapest, 191 o.
- Rácz J, Hoyer M, Komáromi É és Sasvári A (2000): A drogkérdésről – őszintén. B+V (medical&technical) Lap és Könyvkiadó Kft., Budapest, 194 o.
- Rácz J (1998): Ifjúsági (szub)kultúrák, intézmények, devianciák. Válogatott tanulmányok. Scientia Humana, Budapest 236 p.
- Rácz J (2001): A prevenciós programok értékelése. Az Ifjúsági és Sportminisztérium szakmai kiadványa. Budapest, 87 p.
- Rácz J (2001): A drogozás útvesztői. Válogatott tanulmányok. Semmelweis Egyetem, Egészségügyi Főiskolai Kar, Budapest, 194 o.
- Rácz J (2006): Kvalitatív drogkutatások. Kvalitatív kutatások budapesti droghasználók között. L’Harmattan Kiadó, Budapest, 297 o.
- Rácz J (2007) (szerk.): Leszakadók. A társadalmi kirekesztődés folyamata. L’Harmattan, Budapest, 158 oldal.
- Rácz J (szerk.) (2008): Az esélyteremtés új útjai. Kortárs és sorstárs segítéssel szerzett tapasztalataink. L’Harmattan, Budapest, 178 o.
- Rácz J, Márványkövi F, Melles K és Vadász V (szerk.: Rácz J)(2010): Út a túléléshez. Nyílt színi droghasználat és „belövőszobák” Budapesten. Az ártalomcsökkentéssel kapcsolatos megfontolások. L’Harmattan Kiadó, Budapest, 258 oldal.
- Domokos T, Fábián R, Felvinczi K, Horváth GCS, Márványkövi F, Mervó B, Paksi B és Rácz J (2010): Kézikönyv. Szükségletmeghatározás – kezelés, ellátás. (szerk.: Paksi B, Felvinczi K). Szociálpolitikai és Munkaügyi Intézet, Budapest. ISBN 978-963-7366-34-5. 71 oldal
- Bajzáth S, Tóth EZS és Rácz J (2014): Repülök a gyógyszerrel. A kábítószerezés története a szocialista Magyarországon, L’Harmattan Kiadó, Budapest, 226 oldal. ISBN 9-789632-368115
- Rácz József, Pintér Judit Nóra, Kassai Szilvia (2017): Az interpretatív fenomenológiai analízis (IPA) elmélete, módszertana és alkalmazási területei. L’Harmattan Kiadó, Budapest, 165 o.
- Bajzáth Sándor, Tóth Eszter Zsófia, Rácz József 82018): Pörögnek a fejemben a filmkockák -felépülő függők életútjai. Szakmai forrás sorozat – Kutatások 17. L’Harmattan Kiadó, Budapest, 151. o.

#### Szerkesztett könyvek
- Barcy M, Bokor L, Dévald P, Piszker Á, Rácz J és Szabó J (szerk., 1992): Csoport-pszichoterápia. Szöveggyűjtemény. Csoportanalitikus Kiképző Intézet és Csoport-pszichoterápiás Egyesület, Budapest, 313 o.
- Rácz J (vál) (1995): Addiktológiai szöveggyűjtemény az addiktológiai konzultáns képzésben résztvevők számára. Haynal Imre Egészségtudományi Egyetem Egészségügyi Főiskolai Kar, Budapest, 182 o.
- Rácz J (vál) (1998): Körkép a magyar nyelvű addiktológiai szakirodalomból. HIETE Egészségügyi Főiskolai Kar, Budapest, 403 o.
- Rácz J (vál) (2001): Szabálykövet(el)ők és bajkeverők. Bevezetés a devianciák szociológiájába. Új Mandátum Kiadó, 263 o.
- Rácz J (szerk.) (2002): Drog és társadalom. Az addikció mintázatai. Új Mandátum Könyvkiadó, Budapest, 325. o.
- Rácz J (szerk.) (2002): Addiktológiai konzultáció a gyakorlatban. Válogatás addiktológiai konzultánsok írásaiból. Kék Pont Drogkonzultációs Központ és Ambulancia, Budapest, 226. o.
- Rácz J és Takács Á (szerk.) (2006): Drogpolitika, hatalomgyakorlás és társadalmi közeg. Elemzések Foucault-i perspektívából. Nemzeti Drogmegelőzési Intézet. Szakmai forrás sorozat. Elméletek – modellek 5. L’Harmattan – ELTE Társadalomtudományi Kar, Budapest, 2006. 163 o.
- Demetrovics Zs és Rácz J (szerk.) (2008): Partik, drogok, ártalomcsökkentés. Kvalitatív kutatások a partiszcénában. L’Harmattan, Budapest, 342 o.
- Rácz J (szerk.) (2009): Rendészeti ismeretek a kábítószer-problémával kapcsolatban. Rendészeti tankönyv. Igazságügyi és Rendészeti Minisztérium, Büntetőpolitikai Főosztály, Budapest, 548 o.
- Domokos T, Fábián R, Horváth G Cs, Márványkövi F, Mervó B, Rácz J (szerk.: Rácz J) (2010): A szükséglet-meghatározás nemzetközi és hazai tapasztalatainak, az alkalmazott eszközök használhatóságának összefoglalása. Módszertani tanulmány. ISBN 978-963-7366-31-4. Nemzeti Drogmegelőzési Intézet, Budapest, 604 o.
- Kissné Viszket Mónika, Puskás-Vajda Zsuzsanna, Rácz József, Tóth Veronika (szerk.) (2016): A pszichológiai tanácsadás perspektívái. Tisztelgő kötet Ritoók Magda 80. születésnapjára. L’Harmattan Kiadó, Budapest, 245 o.

#### Könyvfejezetek (válogatás)
- Rácz J (2001): Kémiai és viselkedéses addikciók. In: Buda B, Kopp M (szerk.), Nagy E (társszerkesztő): Magatartástudományok. Medicina Könyvkiadó Rt., Budapest, 633–653.
- Rácz J (2006): Biopolitika. in: Bíró J (szerk.): Biopolitika. Drogprevenció. Tanulmányok a kábítószer-fogyasztás megelőzéséről. Nemzeti Drogmegelőzési Intézet. Szakmai forrás sorozat. Elméletek – modellek 4.L’Harmattan – ELTE Társadalomtudományi Kar, Budapest, 2006, 15–34. o.
- Rácz J (2006): Addiktológia. In: Bagdy E és Kleins S (szerk.): Alkalmazott pszichológia. Edge 2000 Kiadó, Budapest, 362–377.
- Rácz J (2009): Konzultáció. In: Demetrovics Zs (szerk.): Az addiktológia alapjai III. ELTE Eötvös Kiadó, Budapest, 250–276.
- Rácz J (2009): A drogbetegek ellátása. In: Felvinczi K és Nyírády A (szerk).: Drogpolitika számokban. L’Harmattan, Budapest, 189–232.
- Rácz J (2008): Az esélyerősítés lehetőségei leszakadó drogfüggő csoportokban. In: Kopp M (szerk.): Magyar lelkiállapot 2008. Esélyerősítés és életminőség a mai magyar társadalomban. Semmelweis Kiadó, Budapest, 524–528.
- Kaló Zs és Rácz J (2008): Droghasználókkal készített interjúk szövegtipológiai elemzése az ágencia szempontjából. In: Tátrai Sz és Tolcsvay Nagy G (szerk.): Szöveg, szövegtípus, nyelvtan. Tinta Könyvkiadó, Budapest, 175–181.
- Rácz J (2010): Pszichoterápia, rehabilitáció, civil szervezetek szerepe a drogfüggők kezelésében. In:  Fürst Zs és Wenger T (szerk.): A kábítószer-abúzus orvosi, jogi és társadalmi vonatkozásai. Medicina Kiadó, Budapest, 217–242.
- Rácz J (2012): Az ifjúsági kultúra orvosi antropológiai vonatkozásai. In: Lázár I és Pikó B (szerk.): Orvosi antropológia. Medicina, Budapest, 330–341. ISBN 978 963 226 406 6
- Rácz J (2014): Pszichoaktív anyagok használatához társuló kórképek. In: Vikár András, Vikár György és Székács Eszter (szerk.): Dinamikus gyermekpszichiátria. 3. átdolgozott kiadás. Medicina Könyvkiadó Zrt., Budapest, 429–491.
- Kaló Zsuzsa és Rácz József (2015): Kvalitatív drogkutatások – a szerzői (kutatói) identitások. In: Bodor Péter (szerk.): Emlékezés, identitás, diszkurzus. L’Harmattan Kiadó, Budapest, 219–236.ISBN 978-963-236-961-7
- Rácz József (2020): Vissza a jövőbe? a pszichedelikus kultúrától a pszichedelikus reneszánszig. In: Pataki Viktor és Vass Norbert (szerk.): Lánctalp és macskakő. Közelítések hatvannyolchoz. Fiatal Írók Szövetsége, Budapest, 2020. 43–62.

### Cikkei (Válogatás)
- Eszter Pados, Asztrik Kovács, Dániel Kiss, Szilvia Kassai, Máté Kapitány-Fövény, Ferenc Dávid, Szilvia Karsai, András Terebessy, Zsolt Demetrovics, Mark D. Griffiths & József Rácz (2020) Voices of TemporarySobriety – A Diary Study of an Alcohol-Free Month in Hungary, SubstanceUse&Misuse, DOI: 10.1080/10826084.2019.1705861
- Róbert Csák, Judit Szécsi, Sziliva Kassai, Ferenc Márványkövi, József Rácz (2019): New psychoactivesubstanceuseas a survivalstrategy in ruralmarginalisedcommunities in Hungary. International Journal of Drug Policy https://doi.org/10.1016/j.drugpo.2019.102639
- Asztrik Kovács, Dániel Kiss, Szilvia Kassai, Eszter Pados, Zsuzsa Kaló & József Rácz (2019) Mappingqualitativeresearch in psychologyacrossfive Central-Eastern European countries: Contemporarytrends: A paradigmanalysis, Qualitative Research in Psychology, 16:3, 354-374, DOI: 10.1080/14780887.2019.1605271
- József Rácz, Zsuzsa Kaló, Szilvia Kassai, Márta Kiss and Judit Nóra Pintér (2017): The experience of voicehearing and therole of self-helpgroup: An interpretativephenomenologicalanalysis. International Journal of Social Psychiatry p. 1–7
- Pintér Judit Nóra, Kassai Szilvia, Rácz József (2016): Szintetikus kannabinoid terméket használók identitásszerveződésének vizsgálata interpretatív fenomenológiai analízissel. Psychiatria Hungarica, 31,4:313-326.
- József Rácz, Róbert Csák, Krisztina Tímea Tóth, Eszter Tóth, Klaudia Rozmán, V Anna Gyarmathy (2016): Veni, vidi, vici, theappearance and dominance of newpsychoactivesubstancesamongnewparticipantsatthelargestneedleexchange program in Hungary between 2006 and 2014 DRUG AND ALCOHOL DEPENDENCE 158: (1) pp. 154–158.
- Kassai Szilvia, Pintér Judit Nóra és Rácz József (2016): A szintetikus kannabinoid termék használat élménye: interpretatív fenomenológiai analízisen alapuló kutatás.  Mentálhigiéné és Pszichoszomatika, 17,4:297-327. DOI: 10.1556/0406.17.2016.002
- V Anna Gyarmathy, Róbert Csák, Katalin Bálint, Eszter Bene, András Ernő Varga, Mónika Varga, Nóra Csiszér, István Vingender, József Rácz (2016): A needle in thehaystack – thedirestraits of needleexchange in Hungary, BMC PUBLIC HEALTH 16: Paper 157. 7 p.
- Rácz J, Csák R, Lisznyai S (2015): Transitionfrom ‘‘old’’ injecteddrugstomephedrone in an urbanmicrosegregate in Budapest, Hungary: a qualitativeanalysis. Journal of SubstanceUse, 20, 3 , 178-186  DOI: 10.3109/14659891.2014.895872
- József Rácz József, V. Anna Gyarmathy and Róbert Csák (2015): New cases of HIV amongPWIDs in Hungary: false alarm orearlywarning? International Journal of Drug Policy (2015), http://dx.doi.org/10.1016/j.drugpo.2015.05.026
- Rácz József, Kassai Szilvia, Pintér Nóra Judit, Benedeczki Piroska, Dobó-Nagy Zita, Horváth Zsófia, Gyarmathy V. Anna (2015): The TherapeuticJourneys of RecoveringHelpers – an InterpretativePhenomenologicalAnalysis., INTERNATIONAL JOURNAL OF MENTAL HEALTH AND ADDICTION 13: (6) pp. 751-757.
- Rácz J és Csák R (2014): Új pszichoaktív anyagok megjelenése egy budapesti tűcsereprogram kliensei körében. Orvosi Hetilap, 155, 35:1383-1354.
- Rácz J, Schmelowszky Á és Gazdag G (2013): Az addiktológiai ellátás területén bekövetkezett változások hatása egy, ezen a területen dolgozó civil szervezetre. Informatika és Menedzsment az Egészségügyben : az Egészségügyi Vezetők Szaklapja, 12,2: 34-38.
- Levente Móró and József Rácz (2013): Online druguser-ledharmreduction in Hungary: a review of "Daath". HarmReduction Journal10:18 doi:10.1186/1477-7517-10-18
- Rácz J, Tóth EZS és Bajzáth S (2013): A szakember és a tapasztalati szakértő narratív kérdezői stratégiái droghasználóval készített interjúban. Magyar Pszichológiai Szemle, 68. 4. 657–669.
- Rácz J (2013): Relapszusprevenció drogfüggőknél: pszichoterápiás és farmakoterápiás lehetőségek. Neuropsychopharmacologia Hungarica 15,4: 232-238.
- Móró L, Simon K, Bárd I & Rácz J (2011): Voice of thePsychonauts: Coping, Life Purpose, and Spirituality in Psychedelic Drug Users. Journal of PsychoactiveDrugs43,  3, 188-198 DOI: 10.1080/02791072.2011.605661
- Rácz József, Lacko ZS (2008): Peer helpers in Hungary: A qualitativeanalysis, INTERNATIONAL JOURNAL FOR THE ADVANCEMENT OF COUNSELLING 30: (1) pp. 1–14.
- Gyarmathy VA, Neaigus A, Ujhelyi E, Szabó T, Rácz J (2006): Strong HIV and hepatitis disclosurenorms and frequentriskbehaviorsamongyoungHungariandruginjectors. Drug and AlcoholDependence. 2006; 82(Supplement 1): S65-S69.
- Rácz József 2006): Questionsontheinterpretation of drugusers' autobiographies in a country in the "early"phase of druguse, CONTEMPORARY DRUG PROBLEMS 33: (1) pp. 99-122.
- Rácz J (2004): Kockázati magatartások elemzése injekciós droghasználókkal készült kvalitatív interjúk feldolgozása alapján. Psychiatria Hungarica, 9,2:105-122.
- Rácz József (2005): Injectingdruguse, riskbehaviour and riskenvironment in Hungary. A qualitativeanalysis, INTERNATIONAL JOURNAL OF DRUG POLICY 16: (5) pp. 353-362.
- Rácz J (1995): Drogfogyasztók kortárs kapcsolatainak elemzése: a szociálpszichológiai és az etnográfiai perspektíva. Psychiatria Hungarica, 10,4:377-387.
- Rácz József, Hoyer M: (1995)"Pörgés" és "punnyadás". 1-2-3., Alkohol- és droghasználók szociálpszichológiai és etnográfiai vizsgálata a Jereván-lakótelepen, SZENVEDÉLYBETEGSÉGEK: ADDICTOLOGIA HUNGARICA 3: 4: 244-250., 5:324-330, 6:414-421.
- Rácz J (1992-93): Az ifjúkori problémaviselkedések és a „pszi-intézményegyüttes” kapcsolata: elméleti megközelítés. Magyar Pszichológiai Szemle, 5-6:499-516.
- Rácz J (1991): Deviance-construction in Stalinistsocieties: A criticalanalysis. DeviantBehavior, 12:311 323.
- Rácz József (1992): The drugusebythe members of youthsubcultures in Hungary, INTERNATIONAL JOURNAL OF THE ADDICTIONS 27: (3) pp. 289–300.
- Rácz J (1990): A ‘80 as évek ifjúsági szubkultúrái Magyarországon. Valóság, 33,11:69 82.
- Rácz J, Göncz D és Kéthelyi J (1984): A Z. téri „csövesek”. Egy szociológiai vizsgálat tapasztalataiból. Világosság, 25,11:674 682.